# Томас Борер
Томас Борер (англ. Thomas Bohrer, 6 серпня 1963) — американський академічний веслувальник.
Срібний призер Олімпійських Ігор 1988, 1992 років у складі розпашної четвірки без стернового.
Срібний призер Чемпіонату світу 1989, 1991 років у складі розпашної четвірки без стернового, бронзовий призер 1993 року в складі розпашної четвірки без стернового.